# Pločica (otok)
Koordinati:   43°01′50″N, 16°48′58″E
Pločica je majhen  otoček v Jadranskem morju, ki pripada Hrvaški.
Otoček, na katerem je svetilnik leži v Korčulanskem kanalu, skoraj na sredini  med Hvarom in Korčulo, od katere je oddaljen okoli 6 km. Njegova površina meri 0,07 km². Dolžina obalnega pasu je 1,94 km. Najvišji vrh je visok 17 mnm.
Iz pomorske karte je razvidno, da svetilnik, ki stoji na severozahodni strani otočka oddaja svetlobni signal: B Bl(2) 10s. Nazivni domet svetilnika je 10 milj.